# (33804) 1999 WL4
1999 WL4 (asteroide 33804) é um asteroide da cintura principal. Possui uma excentricidade de 0.14172290 e uma inclinação de 3.69231º.
Este asteroide foi descoberto no dia 28 de novembro de 1999 por Takao Kobayashi em Oizumi.